# Evangelische Kirche (Billingshausen)

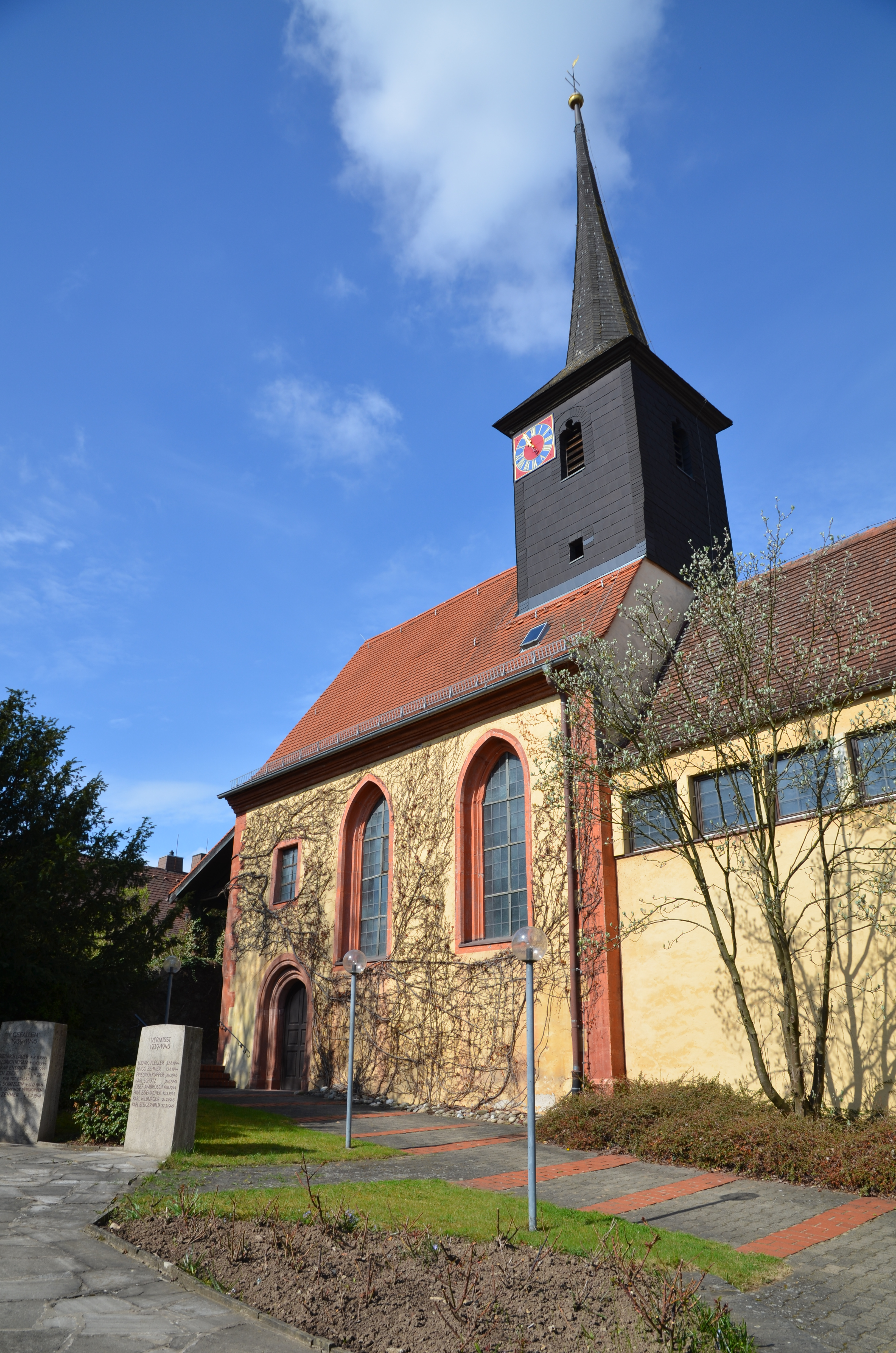
Evangelische Kirche (Billingshausen)

Die evangelische Pfarrkirche Billingshausen ist ein Kirchengebäude, das in Billingshausen, einem Gemeindeteil von Birkenfeld im unterfränkischen Landkreis Main-Spessart in Bayern steht. Das denkmalgeschützte Bauwerk hat einen romanischen Kern. Die Kirchengemeinde gehört zum Evangelisch-Lutherischen Dekanat Würzburg im Kirchenkreis Ansbach-Würzburg der Evangelisch-Lutherischen Kirche in Bayern.

## Beschreibung
Die im Kern romanische Saalkirche wurde im 12./13. Jahrhundert gebaut. Sie wurde 1585 umgebaut und das Langhaus verlängert. Aus dem  Satteldach des Kirchenschiffs erhebt sich ein quadratischer, schiefergedeckter, mit einem spitzen Helm versehener Dachreiter, der die Turmuhr und den Glockenstuhl beherbergt. Der ehemalige Chor wurde durch einen Neubau ersetzt. 

## Orgel

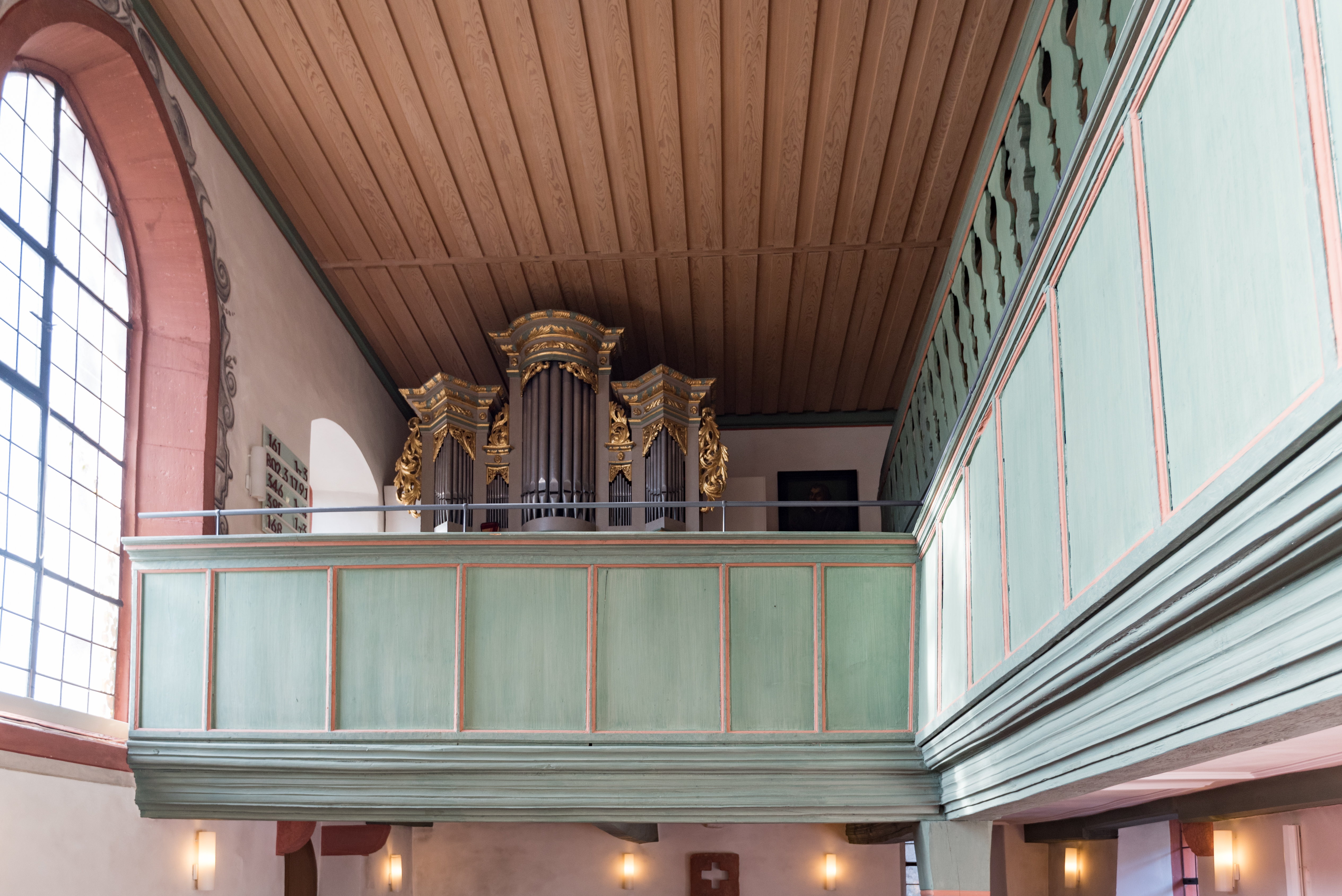
Die Orgel

1721 wurde von Johann Baptist Funtsch eine Orgel mit 9 Registern, einem Manual und einem Pedal gebaut. In das Gehäuse baute 1938 Steinmeyer ein neues Orgelwerk mit 11 Registern ein, das 1977 von Otto Hoffmann im Jahr 1977 umgebaut wurde. Die Disposition lautet seitdem:
| Manual C–g3 |    |
| Salicional  | 8′ |
| Quintade    | 8′ |
| Koppelflöte | 8′ |
| Praestant   | 4′ |
| Rohrflöte   | 4′ |
| Gemshorn    | 2′ |
| Hörnlein II |    |
| Mixtur III  |    |

| Pedal C–f1      |     |
| Subbaß          | 16′ |
| Ital. Prinzipal | 8′  |
| Choralbaß       | 2′  |

- Koppeln: M/P
- Bemerkungen: Schleiflade, mechanische Spiel- und Registertraktur